# Rio Acará
O rio Acará é um curso de água com cerca de 900 Km de extensão sendo plenamente navegável, tem sua foz na baía de Guajará, em frente a cidade de Belém do Pará e suas nascentes mais importantes nos municípios de Tailândia e de Tomé Açu. O acidente geográfico mais importante é a cidade de Acará que se encontra localizada na margem esquerda do mesmo, quando ocorre a bifurcação do rio Acará com os rios Acará-Miri e Miriti-pitanga.[carece de fontes?]
O curso do rio corre no sentido sul-norte.[carece de fontes?]
A cerca de 24 Km da cidade de Belém do Pará navegando subindo o rio Acará, pelo seu lado direito, se encontra com a foz do Moju.[carece de fontes?]
Igarapés (ribeirões) que são afluentes do rio Acará: Baiaquara, Jacarequara, Castanhal, Genipaúba, Itapecuru, Araxiteua, Tapiucaba, Bucaia, Jurupariteua, Mariquita, Igarapé Açu, Curiteua, Piracatinga, Arapiranga Açu, Tabocal, Ipitinga-Miri, Xavier,  Miangaua, Sapucaia, Macaca,Turé, Ipitinga Grande, Turi Açu.[carece de fontes?]
O rio Acará está razoavelmente preservado, porém, ultimamente com o fenômeno do agronegócio e o uso exacerbado de herbicidas usados em alta escala nas plantações de dendê que conjuntamente com o esgoto produzido pela população ribeirinha (mais nas cidades) está, paulatinamente, envenenando o rio, matando peixes, e o que é mais grave, intoxicando a comunidade que precisa da água do rio para beber.[carece de fontes?]
O rio Acará está localizado inteiramente no estado do Pará, Brasil.[carece de fontes?]

## Topônimo
"Acará" é originário do tupi akará, que significa "carás", peixes caracídeos.